# Amore, piombo e furore
Amore, piombo e furore è un film del 1978, diretto da Monte Hellman.

## Trama
Clayton Drumm, un cowboy che intraprende qualsiasi lavoro per denaro, riesce ad evitare l'impiccagione all'ultimo minuto accettando di stipulare un contratto per una compagnia ferroviaria: l'agricoltore Matthew Sebanek rifiuta di vendere la sua terra alla società e Drumm dovrà eliminare il problema. Drumm si reca nel ranch, dove incontra non solo il proprietario, ma anche la sua bellissima e giovane moglie Catherine, che - annoiata - è attratta da Drumm e si innamora di lui. Anche suo marito fa amicizia con lui. Quando Sebanek scopre che sua moglie lo tradisce, la picchia; Catherine lotta, spara a suo marito e fugge con Drumm nella convinzione di aver ucciso suo marito. Sebanek rimane gravemente ferito, ma si riprende e insegue la coppia con i suoi fratelli. Nel frattempo, la compagnia ferroviaria tradita da Drumm (che non ha risolto il problema Sebanek) ha deciso, con l'aiuto di altri killer, di eliminarli direttamente. Drumm ritorna da Sebanek con Catherine per difendere insieme la fattoria.